# Amfitryon

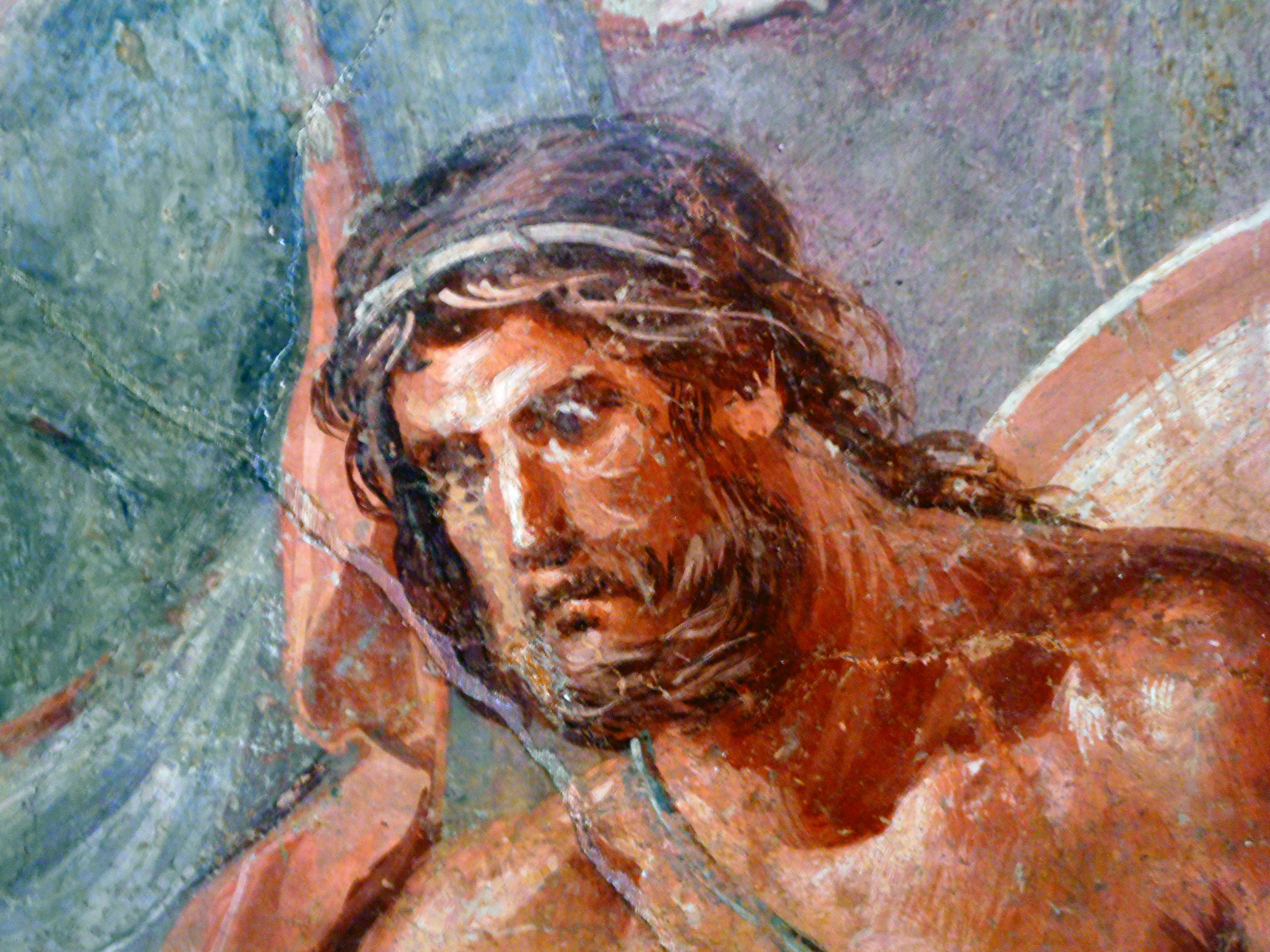
Amfitryon, detalj av fresco-målning i Herculaneum.

Amfitryon var kung av Tiryns, känd från den grekiska mytologin. Han var son till kung Alkaios av Mykene och var gift med prinsessan Alkmene. Tillsammans med sin hustru hade han sonen Ifikles och fostrade även sonens tvillingbror Herakles, vilken var Alkmenes son tillsammans med Zeus.

## Myten om Herakles och Iphikles födelse
Medan Amfitryon var ute i krig var hans hustru Alkmene naturligt nog kvar hemma i palatset. Dagen innan kungen skulle återvända antog guden Zeus skepnaden av honom och tog sig in i Alkmenes gemak. Överraskad men lycklig över sin makes tidiga hemkomst överöste hon sin förmente make med kyssar, och ovetande om att denne i själva verket var guden Zeus gick hon till sängs med honom. För att förlänga sin njutning gjorde Zeus denna natt tre gånger längre än vanligt och återvände till Olympen morgonen därpå. 
När Amfitryon kom hem förvånades han över att inte bli välkomnad av sin hustru. Han var även förbluffad över hennes matthet och brist på sexuell glöd, samtidigt som hon i sin tur förvånades över att maken uppenbarligen hade glömt gårdagens kärleksnatt.
Alkmene blev havande och födde tvillingsöner. Först efter denna födsel fick hon veta av den vise profeten Teiresias hur de båda barnen egentligen hade blivit avlade. Den äldste sonen som föddes, Herakles, var Zeus son, den yngre var kung Amfitryons son. Herakles i sin egenskap av halvgud var både större, starkare och vackrare än sin dödlige tvillingbror Iphikles.